# Fairey Gannet
Il Fairey Gannet era un aereo ASW imbarcato sviluppato dall'azienda aeronautica britannica Fairey Aviation Company Limited nei tardi anni quaranta.
Adottato principalmente come antisom dalle flotte aeree navali del Regno Unito, oltre che da Australia, Germania ed Indonesia, in seguito fu trasformato anche in aereo AEW, velivolo da sorveglianza aerea, adottando un radar statunitense AN/APS-20 da circa 130 km di portata, utilizzato solamente dalla Fleet Air Arm britannica.
Il Gannet rimase in servizio da metà degli anni cinquanta fino al 1978.

## Storia del progetto
Nel 1945 l'Ammiragliato britannico emise la specifica GR.17/45 per la fornitura di un velivolo antisommergibile da destinare alla Fleet Air Arm, componente aerea della Royal Navy. Risposero due aziende nazionali, la Fairey Aviation e la Blackburn Aircraft.
Alla Farey lo sviluppo del progetto, indicato inizialmente Type Q, fu affidato al gruppo di lavoro dell'ingegner H. E. Chaplin il quale, dopo aver valutato un motore turboelica Rolls-Royce Tweed, poi scartato, adottò un motore basato sul Armstrong Siddeley Mamba, il Double Mamba (o "Twin Mamba"), costituito da due motori Mamba gemellati con una scatola di accoppiamento che, tramite un albero di trasmissione, trasmettevano il moto a due eliche quadripala controrotanti sullo stesso asse attraverso una serie di ingranaggeria a ruote dentate, portatreno, ed epicicloidali che provvedevano a ridurne i giri alla corretta velocità di rotazione.

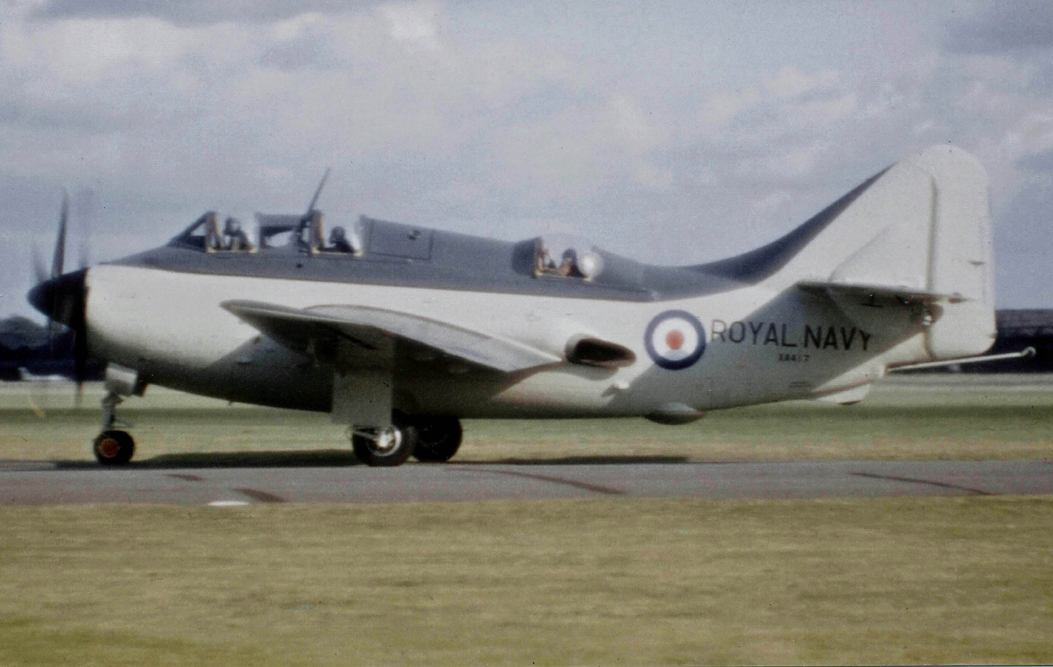
Un Gannet AS.4 appena assemblato all'Aeroporto di Manchester, giugno 1956.

Il primo prototipo, il Fairey 17, volò per la prima volta il 19 settembre 1949, quindi messo a confronto con il concorrente Blackburn B-54 / B-88 riuscì ad imporsi aggiudicandosi la commissione.
In questo periodo il Gannet fu equipaggiato con diverse versioni del motore: l'ASMD.1 (2,950 hp/2,200 kW) fu installato sulla versione Gannet AS.1, l'ASMD.3 (3,145 hp/2,345 kW) nell'AS.4 e l'ASMD.4 (3,875 hp/2,889 kW) nella variante AEW.3. Il Double Mamba poteva essere gestito come due unità separate, con il vantaggio, ad un solo Mamba in funzione, di poter risparmiare combustibile ed estendere il raggio d'azione a velocità di crociera e, pur essendo stato concepito per eliche controrotanti, non si verificavano asimmetrie nel volo. Gli ugelli dei due Mamba erano posizionati uno per lato della fusoliera, in prossimità del bordo d'uscita della radice alare. Un altro vantaggio legato alla turbina a gas era la possibilità di farlo funzionare a kerosene, ad ATF "wide-cut" (un combustibile per motore a reazione "meno pregiato") o a gasolio, permettendo all'Ammiragliato di eliminare la pericolosa benzina avio ad alto numero di ottano necessaria per il funzionamento dei velivoli con convenzionale motore a ciclo Otto delle portaerei.
Nel 1958 la variante Fairey Gannet AEW.3 fu selezionata per sostituire il Douglas A-1 Skyraider nel ruolo di aereo AEW. L'esigenza di equipaggiare il modello di un'avionica specifica rese necessaria significative modifiche al progetto originale: aumentata lunghezza della fusoliera, rimozione dello scompartimento, con relativo portellone, del vano bombe ed installazione di un radome nella parte ventrale e modifica dell'impennaggio dotandolo di una deriva di superficie maggiore.

## Tecnica
I due motori Mamba, gemellati attraverso una scatola di accoppiamento, ruotavano due eliche quadripala controrotanti sullo stesso asse. L'aggiunta di un secondo osservatore nella versione AS.4 portò all'aggiunta di piccole pinne stabilizzatrici sulla coda per compensare il flusso indotto dalla relativa cupola.

## Impiego operativo

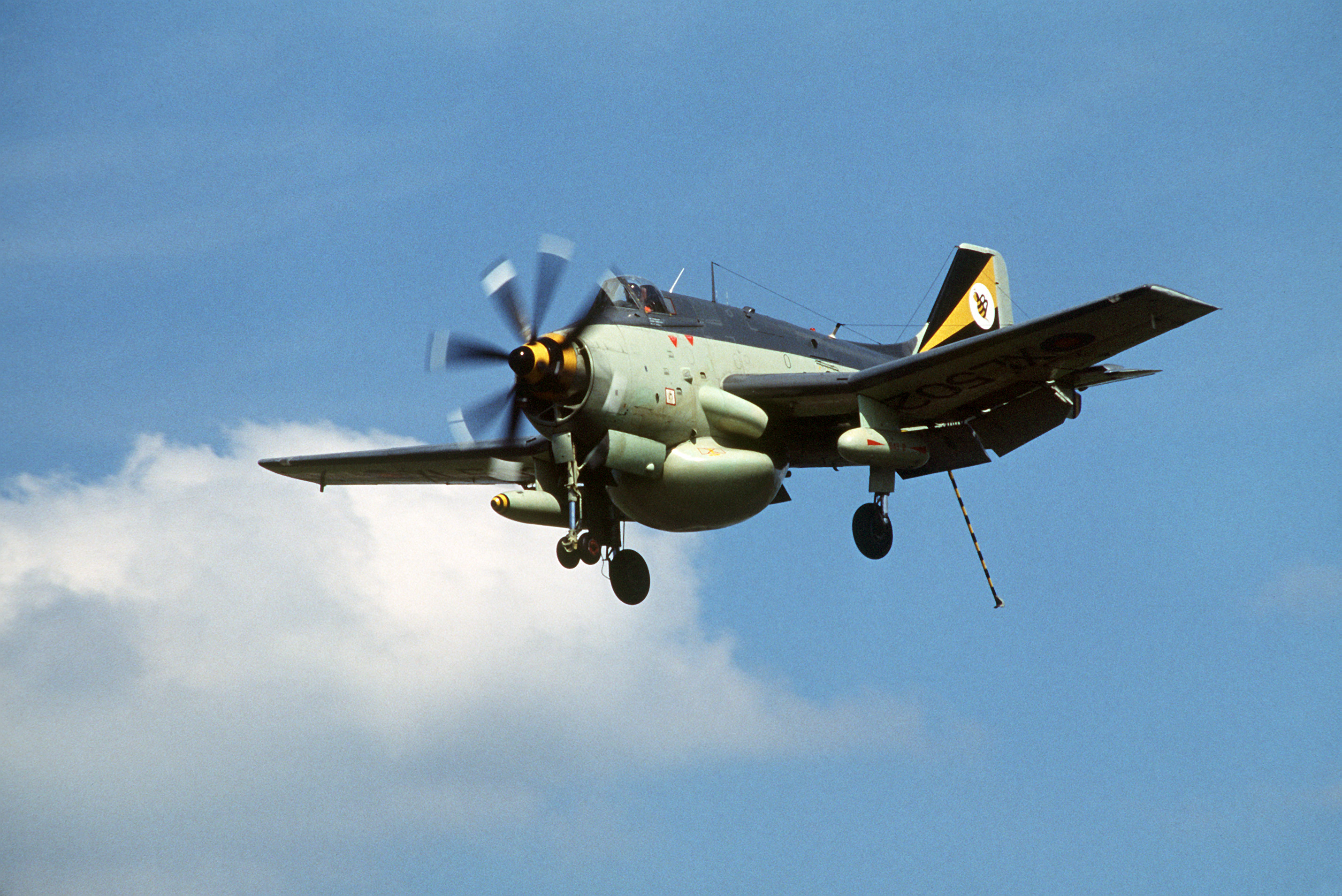
Il Gannet AEW.3 (nr XL502) della Fleet Air Arm (Royal Navy) in appontaggio durante l'Air Fete'88. Era l'ultimo Gannet in servizio, ora conservato nello Yorkshire Aviation Museum ad Elvington, Yorkshire, Inghilterra.

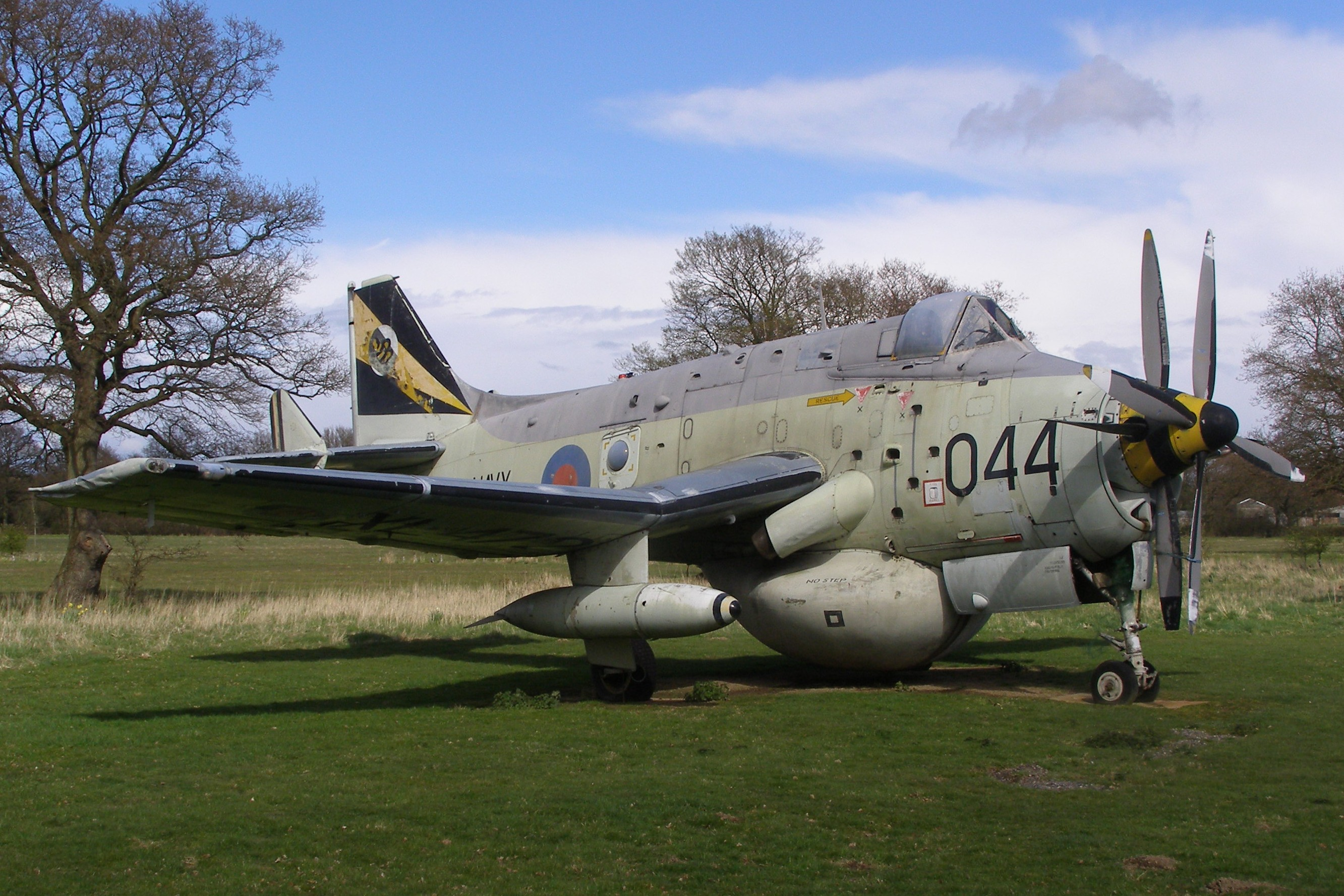
Il Fairey Gannet AEW3 esposto al Gatwick Aviation Museum, Surrey, Inghilterra.

Nella Royal Navy sostituì il Grumman TBF Avenger come aereo antisommergibile e la versione AEW prestò servizio sulle ultime grandi portaerei convenzionali come la HMS Ark Royal fino alla radiazione nel 1978, e la gemella HMS Eagle ritirata precedentemente sulla quale operò con il No. 826 Naval Air Squadron.
Gli australiani fecero operare il Gannet dalla loro portaerei HMAS Melbourne e dalla base a terra HMAS Albatross vicino Nowra, Nuovo Galles del sud.

## Utilizzatori
Australia
- Royal Australian Navy

 Germania
- Marineflieger (Deutsche Marine)

 Indonesia
- Dinas Penerbangan Angkatan Laut RI

 Regno Unito
- Fleet Air Arm (Royal Navy)
  - 826 Naval Air Squadron
  - 849 Naval Air Squadron (AEW.3)
  - 1840 Naval Air Squadron Royal Naval Volunteer Reserve

## Velivoli comparabili
Francia
- Breguet Br 1050 Alizé

 Regno Unito
- Short Seamew

 Stati Uniti
- Grumman S-2 Tracker

 Unione Sovietica
- Tupolev Tu-91

### Pubblicazioni
- (EN) David Willis, Fairey's Versatile Gannet - Part Two", in Air Enthusiast, Number 124, luglio–agosto 2006.